# HD 190647
HD 187085 är en ensam stjärna belägen i den södra delen av stjärnbilden Skytten. Den har en skenbar magnitud av ca 7,78 och är kräver åtminstone en stark handkikare eller ett mindre teleskop för att kunna observeras. Baserat på parallax enligt Gaia Data Release 2 på ca 18,3 mas, beräknas den befinna sig på ett avstånd på ca 178 ljusår (ca 55 parsek) från solen. Den rör sig närmare solen med en heliocentrisk radialhastighet på ca -40 km/s.

## Egenskaper
HD 190647 är en gul till vit stjärna i huvudserien av spektralklass G5 V. Den har en massa som är ca 1,1 solmassor, en radie som är ca 1,7 solradier och har ca 2,4 gånger solens utstrålning av energi från dess fotosfär vid en effektiv temperatur av ca 5 000 - 6 000 K.

## Planetsystem
År 2007 tillkännagavs en exoplanet, som kretsar kring HD 190647, med en massa av cirka två Jupitermassor. Det har en omloppsperiod på ca 2,84 år. 
| Planet | Massa          | Halv storaxel (AE) | Siderisk omloppstid (d) | Excentricitet | Inklination | Radie |
| ------ | -------------- | ------------------ | ----------------------- | ------------- | ----------- | ----- |
| b      | ≥1,9 ± 0,06 MJ | 2,07 ± 0,06        | 1 038,1 ± 4,9           | 0,18 ± 0,02   | -           | -     |